# Seznam prekmurskih evangeličanskih tiskov (1715–1951)
Seznam prekmurskih evangeličanskih tiskov med 1715 in 1944

## A
- Janoš Kardoš: ABC ali Návuk na píszajocs - cstenyé za szlovenszke vucsenice vödáni Po Kardos Jánosi. 1867
- Štefan Küzmič: ABC kni'sicza, 1753 (primerek ni v razvidu)
- Mihael Kotsmar: Abeczedarium Szlowenszko, za drobno detzo, vön ſzpüscheno. 1725.
- Štefan Godina: Agostonszko verevadlüványe. Szlovencseno po Godina Stevani, gornyepetrovszkom dühovniki. 1930

## B
- Janoš Flisar: Brez Boga na szveti. Verszka i jákosztna pripoveszt. Napiszala Krisztina Roy. V-Prekmurscsino presztavo Fliszár János v pokoji vucsitel. 1931

## C
- Adam Lutar: Cerkvene pesmi za evangeličanske izseljence. Vküppostavo Luthar Adam dühovnik. 1938

## D
- Janoš Kardoš: D. Luther Martina máli kátekismus ali glavni návuk szvéte vere krsztsanszke. Naime za deczo správiscs evangelicsanszki. Vödáni po Kardos Jánosi hodoskom dühovniki. 1837
- Janoš Kardoš: D. Luther Martina Máli kátekizmus ali glavni návuk szvéte vere krsztsanszke. Naime za deczo szpráviscs evangelicsanszki. Vödáni po Krados Jánosi. Najde sze v-Lendavi pri Balogh Arpad knigovezari. 1875
- Janoš Kardoš: D. Luther Martina Máli kátekizmus ali glávni návuk szvéte vere krsztsanszke. Naime deczo szpráviscs evangelicsanszki. Vö-dáni po Krados Jánosi. 1902
- Janoš Kardoš: Dr. Luther Martina Mali kátekizmus ali glavni návuk szévte vere krsztsanszke naime za deco szpráviscs evangelicsanszki vödani po Kardos Janosi. 1920
- Janoš Kardoš: Dr. Lutger Martina máli Kátekismus ali glávni návuk szvéte vere krsztsanszke naime za deco správiscs evangelicsanszki. Vödáni po Rev. Dr. Ernest A. Stiegler Bethlehemszkom Dühovniki. Stampani vu Amerikanszki Szlovencov glász stampariji. Bethlehem, Pa. 1938.
- Mihael Barla: Diktomszke, versuske i molitvene kni'zicze za to málo sôlszko deczo szprávlene po Kis Jánosi, visziko postüvanom superintendensi ti prêk dunajski evangelicsanszki czerkev. Na szlovenszki jezik obrnyene po Barla Miháli, kövágo örske fare dühovnom pasztéri. 1820
- Juri Cipot: Dühovni Áldovi ali molitvene knige krszcseníkom na szrdcza i dúse opravo i obeszeljávanje vi tú'zni 'zitka vöraj Szprávlene po Czipott Gyürji Evangelitsánszke Hodoske Fare Dühovniki V-Szombatheli z-Perger Ferentza píszkimi 1829. 1829
- Juri Cipot: Dühovni áldovi ali molitvene knige krszcseníkom na szrdcz ali düse opravo i obeszeljávanye vu tu'zni 'zitka vöraj. Szprávlene po Czipott Gyürji … 1889
- Juri Cipot: Dűhovni áldov ali molitvene knige krszcsenikom na szrdcz ali düse ópravo i obeszeljávanye vu tu'zni 'zitka vöraj. Szprávlene po Czipott Gyürji. 1901
- Juri Cipot: Dűhovni áldov ali molitvena kniga krscsenikom na szrdcz ali düse opravo i obeszeljávanye vu tú'zni 'zitka vöraj. Szprávlene po Czipott Gyürji. Najde sze v-Lendavi i v Szoboti pri Balkányi Ernő knigovezári. 1912
- Juri Cipot: Dűhovni Aldov ali molitvene knige. Krsztsenikom na szrdc ali dűse oupravo i obeszeljávanye vu tuzsni zsitka vöraj szprávlene po Czipott Gyüryi, evangelicsanszke Hodoske fare dühovniki. 1922
- Aleksander Terplan: Dvakrat 52 Bibliszke Historie za evangelicsanszke solé ino hi'ze. Szlovencsena po Terplán Sándori püczonszkom farari. Z vnôgimi nôvimi obrázki. 1847
- Aleksander Terplan: Dvakrat pedeszet i dve bibliszke historie za evangelicsanszke solé ino hi'ze. Szlovencsene po Terplán Sándori … Drügi stamp i vödávanje. Z vnôgimi nôvimi obrázki. 1878

## E
- Evangelicsanszke szvéte vere návuk za Lüdszki soul I-II. zloucs evang. vucsenike. Vö dá: Perkmurszka evang. sinyorija. 1922
- Evangelicsanszke szvéte vere návuk za Lüdszki soul III.-IV. zloucs evang. vucsenike. Vödá: Prejkmurszka evang. sinyorija. 1922
- Adam Lutar: Evangeliomszke vere ino cérkvi obcsinszki prigodi. Naprejdáni po Kardos Jánosi, hodoskom dühovniki. 1932

## G
- Mihael Bakoš: Győrſzki Kátekizmus tou – je – tou: D. Luther Mártonna Máli katekizmus, z-drügimi lejpimi pobo'snimi pítanyami, ino ſzem ſzpodobnimi niſterimi molitvami, zdaj znouvics na szlovenſzko obrnyen, za volo, v Szlovenſzkoj okroglini l. solſzke deczé. 1796

## K
- Aleksander Terplan: Knige 'zoltárszke. Szlovencsene po Terplán Sándori. 1848
- Aleksander Terplan: Knige 'zoltárszke. Szlovencsene po Terplán Sándori … Vödáne po Angluskom i zvönésnyem tüváristvi za biblie. 1883
- Aleksander Terplan: Knige zoltárszke. Szlovencsene po Terplan Sandori pücsonszkom dühovniki. Vödáne po Angluškom i zvönesnyem tüváristvi za Biblie. 1928
- Janoš Kardoš: Krátki návuk krsztsansztva naime za deczo obcsin evangelicsanszki okrogline szlovenszke k-sztoli goszpodnovimi prihájati 'zelócso szprávleni ino vödáni po Kardos Jánosi hódoskom dühovniki. 1837
- Aleksander Terplan: Kni'zicze dáni áldovov na orgone vu evang. czérkvi püczonszkoj v 1857. 1857
- Karel Šiftar: Krátki návuk vere evangeličanske za deco občin evangeličanski k-stoli Gospodnovomi ob prvi prihájajoučo. Spisan po Šiftár Károlyi ev. dühovniki v Bodonci. 1921
- Mihael Barla: Krscsanszke nôve peszmene knige szpravlene evangyelicsanszkim gmainam V-Soproni, stampane sz-Kultsár Kataline piſzkimi v-1823 leti. 1823
- Mihael Bakoš: Krscsásznszke peszmene knige (skupaj z Nouvim Gráduválom, 1786)
- Aleksander Terplan: Krszcsansztva abéczé to je krszcsanszke vere návuka prvi zácsétek. Za deczo evangelicsanszko oszem, devét lêt sztaro etc. 1845
- Aleksander Terplan: Krszcsánsztva Abécéz tô je krszcsanszke vere návuka prvi zacsétek. Za deczo evangelicsanszko oszem, devét lêt sztaro etv. Z vogrszkoga jezika obrnyeni. 1869
- Aleksander Terplan: Krszcsansztva ABÉCZÉ tó je krszcsanszke vere návuka prvi zacsétek. Za deczo evangelicsanszki oszem, devét lét sztaro etc. Z vogrszkoga jezika obrnyeni. Nájde sze v Muraszombati pri Arvai B. 1900
- Janoš Kardoš: Krsztsanszke czerkevne peszmi. Vödáne szpráviscsam evangelicsanszkim. 1848
- Janoš Kardoš: Krsztsanszke czerkvene peszmi. Vödane szpráviscsam evangelicsanszkim. Najde sze v-Lendavi pri Balogh Árpád knigovezári. 1875
- Janoš Kardoš: Krsztsanszke czerkevne peszmi. Vödáne szpráviscsam evangelicsanszkom. Najde sze v-Muraszombati pri Balkányi Ernő knigovezári. 1908
- Adam Lutar: Krsztsanszke czerkvene peszmi. Vödane Szpráviscsam Evangelicsanszkim od Szv. Ivana szlovenszke evangelicsanszke cérkvi. 1941
- Janoš Kardoš: Krsztsanszke mrtvecsne peszmi. 1848
- Janoš Kardoš: Krsztsanszke mrtvecsne peszmi. V- Lendavi : Dobíjo sze v-Lendavi pri Balogh Árpád, knigvezári (1855?)
- Janoš Kardoš: Krsztsanszke mrtvecsne peszmi. Dobijo sze v-Lendavi pri Balogh Árpád knigvezári. 1878
- Janoš Kardoš: Krsztsanszke Mrtvecsne peszmi. Drügo vödánye. Vödá Prekmurszka Evang. A. V. Sinyorija. 1929

## L
- Lejtno vöpokázanye Szv. Ivana Szlovenszke Evang. Gmajne za leto 1930. 1931
- Lejtno vöpokazanye Szv. Ivana Szlovenszke Evang. Gmajne za leto 1939. 1940.
- Lejtno vöpokázanye Szv. Ivana Szlovenszke Evang. Gmajne za leto 1940. 1941
- Lejtno vöpokazanye Szv. Ivana Szlovenszke Evang. Gmajne 609-623. 1942
- Lejtno vöpokázanye Szv. Ivana Szlovenszke Evang. Gmajne za leto 1942. 1943
- Lejtno vöpokazánye Szv. Ivana Szlovenszke Evang. Gmajne za leto 1943. 1944
- Pavel Lutar: Luther Mártona zsítek ali krátko poposzanye onoga, ka sze je zsnyim godílo i ka je on vcsíno vu tekáki zsítka nyegovoga po Luthár Pavli 1900.
- Janoš Flisar: Luthera žitka spis z-slikami. Na reformacije štiristotno letnico. Pisao Masznyik Endre. Na Luthera 450 letnice priliko. Poslovenčno Fliszár János. 1934

## M
- Janoš Kardoš: Mála historia bibliszka ali sz. píszma mészta prígodna. Navküpe z-naprédányem pogübelnoszti Jeru'zálema. Naime za deczo sôl evangelicsanszki vödána po Kardos Jánosi, hodoskom dühovniki. 1840
- Štefan Küzmič: Male szlovenszki katekizmuss, 1752 (primerek ni v razvidu)
- Franc Temlin: Mali katechismus, tou je tou krátki návuk vöre kerſchánſzke dávno nigda, po D. Luther Martonni z ſzvétoga piſzma vküp zebráni ino za drouvne Deczé volo ſzpiſzani. Zdai pak na szlovenszki jezik preloſeni. Stámpano v-Saxonii v-meſzti Halla imenüvanom po Zeitler Andrasi. 1715
- Janoš Flisar: Máli katekizmuš od rázločka vadlüvánj, ali si nakrátci vküpvzéto včenje od rázločka med evangeličanske i rim. katholičanske svete matere cerkvi bodočega verenavuka. Vu pitanjaj i odgovoraj je vküppostavo Dr. Lechler K. evang. a. v. püšpek v Ulmi. Z nemškoga IV. vödanja na vogrski jezik prestavo: Dr. Kapi Bela. Poslovenčo: Flisar Janoš vp. vučitel. 1932
- Štefan Sijarto: Molitvi, na stári slovenszki jezik obrnyene ino na haszek szlovenszkoga naroda (1884)
- Štefan Sijarto: Molítvi na ſztári ſzlovenſzki jezik obrnyene, ino na haszek szlovenſzkoga národa vö dáne po Szijárto Stevani püczonſzkom ſolſzkom vucsiteli. 1797
- Štefan Sijarto: Molítvi, na sztári szlovenszki jezik obrnyene ino na haszek szlovenszkoga naroda vö dáne po Szyárto Stevani Püczonszkom Solszkom Vucsiteli. 1841
- Štefan Sijarto: Molitvi, na sztári szlovenszki jezik obrnyene ino na haszek szlovenszkoga naroda. 1868
- Štefan Sijarto: Molitvi, na stári slovenszki jezik obrnyene ino na haszek szlovenszkoga národa. Vu léti 1896. Najde sze v. Lendavi, pri Balogh Árpád knigovezári. 1896
- Štefan Sijarto: Molitvi vu sztárom szlovenszkom jeziki na hasek szlovenszkoga národa. Povéksano novo vödánye. 1921
- Janoš Kardoš: Moses i Josua (:Pétere knige Mosesa i knige Josue:). Ali Glávni Tál Szvétoga Piszma Sztároga Zákona po Kardos Janosi Hodoskom Dühovniki szlovencsen. 1929
- Štefan Sijarto: Mrtvecsne peszmi, stere szo szti sztári piszm vküp pobráne, pobougsane, ino, na haszek szlovenszkoga národa zdaj oprvics na ſzvetloſzt dáne, po S. S. P. S. 1796
- Štefan Sijarto: Mrtvecsne peszmi stere szo szti sztári piszm vküp pobráne, pobougsane ino na haszek szlovenszkoga národa zdaj obdrügics na szvetlost dáne po Luthár Gergelyi i Kolossa Mihályi Szembiborczi sztoécsiva. 1887 (prenaredila: Grgo Lutar in Mihael Kološa)
- Štefan Sijarto: Mrtvečne peszmi stere szo szti sztári piszk vküp pobráne, pobougsane ino a haszek szlovenszkoga národa zdaj obtrétjem na szvetloszt dáne v-Szoboti. 1910

## N
- Napisznik od prekmurszke evangelicsanszke sinyorie 1922-toga leta február meszeca 2-ga dnéva v M. Soboti drzsánoga osznovnoga gyülésa. 1922 (dvojezični madžarsko-prekmurski zapisnik)
- Štefan Lülik: Nôvi abeczedár z-nísteri nemski táksi kní'zicz vküp pobráni, i na szlovenszki jezik preobrnyeni po L. S. P. S. Stampani v-Soprôni pri Kultsár Kataline odvêtki v-1820tom leti.
- Štefan Lülik: Nôvi abeczedár z-nisteri nemski táksi kní'zecz vküp pobráni, i na szlovenszki jezik preobrnyeni po L. S. P. S. Stampani v-M. Óvári pri Czéh Sándori z-sztroskom Balogh Andrása knigvezára, 1853.
- Štefan Lülik: Nôvi abeczedár z-nisteri nemski táksi kni'zecz vküp pobráni, i na szlovenszki jezik preobrnyeni po L. S. P. S. Stampani v-M. Óvári pri Czéh Sándori z-sztroskom Balogh Andrása knigvezára, 1856.
- Štefan Lülik: Nôvi abeczedár z-nisteri nemski táksi kni'zecz vküp pobráni, i na szlovenszki jezik preobrnyeni po L. S. P. S. Stampani v-M. Óvári pri Czéh Sándori z-sztroskom Balogh Andrása knigvezára, 1863.
- Štefan Küzmič: Nôvi zákon ali testamentom goszpodna nasega Jezusa Krisztusa zdaj oprvics zgrcskoga na sztári szlovenszki jezik obrnyeni po Küzmics Stevani surdanszkom farari. I knige 'zoltárszke. 1848 (prenaredil: Aleksander Terplan)
- Štefan Küzmič: Nôvi zákon ali testamentom goszpodna nasega Jezus Krisztusa. Szlovencseni po Küzmics Stevani surdanszkom dühovniki. Vödáni po Angluskom i zvönésnyem tüváristvi za biblie. 1883
- Štefan Küzmič: Nôvi zákon ali testamentom Goszpodna nasega Jezus Krisztusa. Szlovencseni po Küzmics Stevani surdanszkom dühovniki. Vödáni po Angluskom i zvönesnyem tüváristvi za Biblie v Zemuni. 1928
- Mihael Bakoš: Nouvi Gráduvál, vu sterom sze vö zebráne, pobougsane, i zdaj vete nouvi réd posztávlene dühovne peszmi nahájajo szamomi Bougi na diko vö dáni. 1789
- Štefan Küzmič: Nouvi Zákon ali testamentom goszpodna nasega Jezusa Krisztusa zdaj oprvics z grcskoga na sztári szlovenszki jezik obrnyeni po Stevan Küzmicsi surdánszkom F. 1771
- Štefan Küzmič: Nouvi zákon ali testamentom goszpodna nasega Jezusa Krisztusa zdaj oprvics zgrcskoga na sztári szlovenszki jezik obrnyeni po Stevan Küzmicsi surdanszkom. F. 1817 (prenaredil: Ferenc Berke)

## P
- Aleksander Terplan: Peszmi i réd pri poszvecsuvanyi ponovlene evangelícsanszke czérkvi püczonszke. 1856
- Janoš Kardoš(?): Pobo'zne molitvi za poszebni csészt bo'zo. Vödáne odebránim vere evangelicsanszke. 1853
- Ivan Berke: Pôtikazanye za one, ki szo nê vrácsi, pri o'zivávanyi lüdi na pô mrtvi, i prvo pomáganye pri nágloj 'zitka pogibeli. 1871 (primerek ni v razvidu)
- Rudolf Cipot: Predga 1883-ga leta octobra 14-toga dnéva liki na sztotni szpoumenek nasztávlanya püczonszkoga szpráviscsa czérkvenoga drzsána po Czipott Rudolfi. I zkrátkom dojszpisüvanyem prigode püczonszke gmajne. Vödána na sztroski pobozsnoga gmajnara Kühar Stevana tesanovszkoga. 1884
- Rudolf Cipot: Predga 1888-ga leta oktobra 28-ga dnéva na dén reformátzie vu battyándszkoj (püczonskoj) ev. czérkvi drzsána po Czipott Rudolfi dühovniki vu 40-tom leti nyegove fararszke cseszti. 1888
- Janoš Flisar: Prekmurja znameniti evang. mozje. Vküperposztávila: Fliszár János, vp. vucsitel i Luthár Adám dühovnik. 1926

## R
- Mihael Sever Vanečaj: Réd zvelicsánsztva. Pouleg ednoga znamenüvanya toga nai poglaviteiſega recsenya jedro zvétoga piſzma, vu kterom te vöre nai vékſi artikulusi grüntani jeſzo, ravno i tak niſtere krátke molitve, i peſzmi, vön dán záto, dabi nei li ſzamo drobna decza zetoga mleiko ſzpoznanya bosjega, i Jesussa Kristussa zaimati mogli ſzvoje, eſche i vſza brátja vu Kristussi, poleg etoga rouké pelanya, vucsiti opominati, ino troustati. Stámpani v-Halli Saxonszkoj. 1747

## S
- Szlov. Ev. Luth. Szv. Ivana Gmojna SO. Betlehem, Pa. … Czerkvena kotriga. (?)
- Mihael Bakoš: Szlovenszki abecedár za drouvno deczo vö stámpani. 1786
- Štefan Sijarto(?): Sztarisinsztvo i zvacsinsztvo, szem szpodobnimi prilikami za volo, szvádbeni mladénczov. 1807
- Sztarisinsztvo i zvacsinsztvo vödáno po Udvary Ferenczi kermedinszkom knigovezári. Na lasztivnom sztroski. 1852
- Sztarisinsztvo i zvacsinsztvo. Vödáno po Wellish Beli. 1898
- Sztarisinsztvo i zvacsinsztvo vödáno po Wellish Béla kompaktori v Monostri. II. natiszk. 1909

## V
- Rudolf Cipot: Vcsenyé konfirmátzie szprávleno po Czipott Rudolfi … Vödáni na sztroski czérkvenoga szpráviscsa püczonszkoga. 1888
- Štefan Küzmič: Vöre krsztsánszke krátki návuk csíszte rejcsi bo'ze vözebráni i na nyem vſzejm vernim vu vſzákom ſzküsávanyi na podpéranye, vu nevouli na pomáganye, vu ſzmrti na trouſt, ino potomtoga na vekivecsni zvelicsanye. Pouleg niſteri ſzem ſzpodobni molitev ino pejszen, nazáj gori poczinprani. 1754

## Z
- Janoš Flisar-Adam Lutar: Zvráči me, Gospodne! Molitvena Kniga za Evangeličanske Betežnike. Vödánje Harangszo Časopisa. Poslovenčilo Reditelstvo Düševnoga lista. Vödánje Düševnoga lista. 1936

## Knjige Binkoštne cerkve
- Jožef Novak: Dühovne pesmi, Veščica. 1939
- Franc Ouček: Düševne pesmi za mrtelnost. 1950
- Franc Ouček: Düševne pesmi za mrtelnost. 1950
- Ludvik Üllen: Gajenye krstšanske gmajne. Napisao: Levi Petrus. Vödava Kristušova dühovna cerkev. 1951
- Jožef Novak: Krst vu svetom Dühi. 1939
- Jožef Novak: Radoszti glász. Evangeliumske düsevne prebráne peszmi za vszáko potrebcsino vu krsztsanszkom zsitki. 1944
- Franc Ouček–Ludvik Üllen: Radosti glas. (Notna knjiga). 1951
- Jožef Kutoša: Zakoj Preklinjate?? (1950)